# Вицко Адамовић
Вицко (Вице) Адамовић (Дубровник, 20. март 1838 - Дубровник, 9. јануар 1919) био је српски педагог и историчар.
Био је отац познатог српског ботаничара Луја Адамовића.
Студирао је природне науке у Бечу. Истраживао је дубровачке архиве и написао више монографије (о Жупи дубровачкој, Гружу и Ријеци Дубровачкој) и више студија. Његово најважније дјело је Грађа за историју дубровачке педагогије.
Адамовић је писао за више листова, међу којима су Словинац и Дубровник, а такође је писао и за неке италијанске листове.